# Lionel Grebot
Lionel Grebot (* 5. Januar 1978 in Nantua, Frankreich) ist ein ehemaliger französischer Biathlet.

## Karriere
Lionel Grebot betrieb seit 1996 Biathlon. Er startete für C.S.Champdor und wurde von Pasal Etienne trainiert. Seit 1997 gehörte er dem französischen Nationalkader an. In Jericho nahm er 1998 erstmals – ohne nennenswerte Erfolge – an Juniorenweltmeisterschaften teil und debütierte anschließend in Friedenweiler im Europacup. Seine beste Platzierung war hier ein zweiter Platz mit der Staffel. 2002 gab er sein Biathlon-Weltcup-Debüt als 59. im Sprint von Oberhof. In der Folgesaison startete er zunächst im Europacup und wurde unter anderem in einem Sprint in Windischgarsten Zweiter hinter Holger Schönthier. Sein bestes Weltcupergebnis erreichte Grebot 2004 am Holmenkollen in Oslo, wo er den 13. Rang in einem Sprintrennen erreichte. 2005 konnte er im Einzel bei den Weltmeisterschaften starten und wurde 82. Nach der Olympiasaison 2005/06 – Grebot konnte sich nicht für die Spiele qualifizieren – beendete er nach 50 Weltcuprennen seine Karriere.

## Biathlon-Weltcup-Platzierungen
Die Tabelle zeigt alle Platzierungen (je nach Austragungsjahr einschließlich Olympische Spiele und Weltmeisterschaften).
- 1.–3. Platz: Anzahl der Podiumsplatzierungen
- Top 10: Anzahl der Platzierungen unter den ersten zehn (einschließlich Podium)
- Punkteränge: Anzahl der Platzierungen innerhalb der Punkteränge (einschließlich Podium und Top 10)
- Starts: Anzahl gelaufener Rennen in der jeweiligen Disziplin

| Platzierung | Einzel | Sprint | Verfolgung | Massenstart | Staffel | Gesamt |
| ----------- | ------ | ------ | ---------- | ----------- | ------- | ------ |
| 1. Platz    |        |        |            |             |         |        |
| 2. Platz    |        |        |            |             |         |        |
| 3. Platz    |        |        |            |             |         |        |
| Top 10      |        |        |            |             | 2       | 2      |
| Punkteränge | 2      | 6      | 1          | 1           | 2       | 12     |
| Starts      | 8      | 25     | 14         | 1           | 2       | 50     |